# Зорі (село)
Зо́рі — село в Україні, у Бойківській громаді Кальміуського району Донецької області. Населення становить 197 осіб.

## Загальні відомості
Розташоване на лівому березі річки Грузький Яланчик. Відстань до центру громади становить близько 17 км і проходить переважно автошляхом місцевого значення. Землі села межують із територією Некліновського району Ростовської області Росії.
Перебуває на території, яка тимчасово окупована російськими терористичними військами.

## Історія
З кінця 1934 року село входило до складу новоутвореного Остгеймського району, який 1935 року перейменували у Тельманівський на честь лідера німецьких комуністів Ернста Тельмана. У 2016 році в рамках декомунізації в Україні адміністративна одиниця, до якої належало село, перейменована рішенням Верховної Ради України у Бойківський район. 2020 року у процесі адміністративно-територіальної реформи Бойківський район увійшов до складу Кальміуського району.

## Населення
За даними перепису 2001 року населення села становило 197 осіб, із них 82,74% зазначили рідною мову українську та 17,26% — російську.